# Jarand z Grabi i Brudzewa
Jarand z Grabia, Jarand z Grabi i Brudzewa, Jarand z Grabi, Stawu, Brudzewa i Dąbrówki, Jarand Brudzewski (współcześnie: Jarand z Grabia, Jarand z Brudzewa, Jarand z Dąbrówki (ur. ok. 1380, zm. po 1452) – rycerz herbu Pomian, wojewoda sieradzki i inowrocławski w 1427, stolnik brzeskokujawski od 1402.
W 1410 w bitwie pod Grunwaldem dowodził chorągwią biskupa poznańskiego Wojciecha Jastrzębca. W 1426 wyznaczony jako poseł do zakonu krzyżackiego, w sprawie sporów granicznych. Był obecny przy wystawieniu przez Władysława II Jagiełłę przywileju jedlneńskiego w 1430 roku. W 1430 dowodził oddziałami, które strzegły granicy od Krzyżaków. W 1432 brał udział w zawarciu układu z Zygmuntem Kiejstutowiczem. W 1433 uczestniczył w zjeździe z posłami krzyżackimi w Słońsku. W 1435 brał udział w podpisaniu pokoju w Brześciu.
Pozostawił kilku synów, którzy dziedziczyli jego majątek. Stanisław ukończył w 1455 Akademię Krakowską, był kanonikiem gnieźnieńskim. Dwóch synów dało początek nowym rodom szlacheckim: Piotr z Grabia Grabskim a Mikołaj z Brudzewa Brudzewskim.